# Daniel Rider
Daniel Gisriel Rider, Jr. (Boston, 23 de julho de 1938 – Madison, Wisconsin, 11 de julho de 2008) foi um matemático estadunidense, especialista em análise harmônica e análise de Fourier.
Após passar a infância na Nova Inglaterra, mudou-se com sua família para Santa Ana, Califórnia, onde completou o ensino médio. Obteve o bacharelado na Universidade Stanford, obtendo um PhD na Universidade do Wisconsin-Madison em 1964, orientado por Walter Rudin, com a tese Gap Series, and Measures of Spheres. Rider foi C.L.E. Moore instructor no Instituto de Tecnologia de Massachusetts (MIT) e depois Professor Assistente na Universidade Yale. Na Universidade do Wisconsin-Madison foi Professor Associado de matemática de 1968 a 1971 e então Professor Pleno de 1971 até aposentar-se em 2003. Foi Sloan Fellow de 1969 a 1971. Em 1970 foi palestrante convidado do Congresso Internacional de Matemáticos em Nice.

## Publicações selecionadas
- com Alessandro Figà-Talamanca: «A theorem of Littlewood and lacunary series for compact groups». Pacific Journal of Mathematics. 16 (3): 505–514. 1966. doi:10.2140/pjm.1966.16.505
- A relation between a theorem of Bohr and Sidon sets. Bull. Amer. Math. Soc. 72 (1966) 558–561.
- Central idempotents in group algebras. Bull. Amer. Math. Soc. 72 (1966) 1000–1002.
- Translation-invariant Dirichlet algebras on compact groups. Proc. Amer. Math. Soc. 17 (1966) 977–983.
- Functions which operate in the Fourier algebra of a compact group. Proc. Amer. Math. Soc. 28 (1971) 525–530.
- «Central lacunary sets». Monatshefte für Mathematik. 76 (4): 328–338. 1972. doi:10.1007/BF01297366
- Central idempotent measures on compact groups . Trans. Amer. Math. Soc. 186 (1973) 459–479.
- Randomly continuous functions and Sidon sets. Duke Math. J. 42, no. 4 (1975): 759–764.